# مالمو
مالمو (‎/ˈmælmoʊ, ˈmɑːlmɜː/‎, سوئدی: [ˈmâlmø:] (); دانمارکی: Malmø [ˈmælmˌøˀ]) بزرگ‌ترین شهر در شهرستان سوئدی (län) اسکونه است. این شهر پس از استکهلم و یوتبری، سومین شهر بزرگ سوئد و ششمین شهر بزرگ در منطقه نوردیک با جمعیت ۳۱۶٬۵۸۸ نفر (مجموع با شهرداری ۳۵۰٬۶۴۷ در سال ۲۰۲۱) است. منطقه کلان‌شهری مالمو سکونت گاه بیش از ۷۰۰٬۰۰۰ نفر است و منطقه اورسوند که شامل مالمو و کپنهاگ می‌شود، سکونت گاه ۴ میلیون نفر است. مالمو یک شهر جهانی در سطح گاما توسط شبکه تحقیقاتی جهانی شدن و شهرهای جهانی در نظر گرفته شده‌است.